# خوان كافناغ
خوان كافناغ (بالإسبانية: Juan Kavanagh)‏ هو مبارز بالسيف فنزويلي، ولد في 12 سبتمبر 1931.

## وصلات خارجية
- خوان كافناغ على موقع أوليمبيديا (الإنجليزية)